# Apocheiridium stannardi
Apocheiridium stannardi es una especie de arácnido del orden Pseudoscorpionida de la familia Cheiridiidae.

## Distribución geográfica
Se encuentra en Illinois, Míchigan y Colorado.